# Хаен
Хаен (шп. Jaén) је главни град покрајине Хаен у североисточном делу аутономне заједнице Андалузија у Шпанији. Град има 112.921 становника (по попису из 2002) и лежи у широкој долини реке Гвадалбуљон између брда Пандера које је обрасло маслинама и брда Хабалсус високог 574 м надморске висине.

## Историја
Име града изведено је од Geen што значи пут за караване. У доба римске владавине у околини Хаена трагало се за сребром. Касније су Арапи именовали град за главни град једне мале кнежевине, која је 1246. године, у време реконкисте прешла у руке хришћана. Хаен је тако постао важна стратегијска тачка каталонских грофова у доба реконкисте и 1466. године садржао је натпис „Веома племенит, чувен и веран град Хаен. Стражар и заштитник краљева од Кастиље.“

## Становништво
Према процени, у граду је 2008. живело 116.417 становника.

| 1981.  | 1989.   | 1991.   | 2001.   | 2002.   |
| ------ | ------- | ------- | ------- | ------- |
| 95.783 | 103.260 | 103.260 | 112.590 | 112.590 |

### Култура
Хаен живи од пољопривреде и индустрије. Од 1993. је средиште универзитета. Туристичке знаменитости су катедрала из доба ренесансе (из 16. и 18. века), цркве Сан Бартоломе и Сан Андрес (некадашња синагога), Стари град са тврђавом Санта Каталина у коме је хотел.

## Партнерски градови
- Арецо